# Caesars lagerkrans
Caesars lagerkrans (franska: Les Lauriers de César) är det artonde seriealbumet om Asterix. Historien publicerades ursprungligen i Pilote under perioden 30 september 1971–24 februari 1972. Det kom ut i bokform (seriealbum) 1972.
Historien utspelas till största delen i Rom, dit Asterix och Obelix (efter ett vad mellan Majestix och hans svåger Homeopatix) skickats för att införskaffa Julius Caesars lagerkrans. Under resans gång uppfinner de ett (enligt seriens logik) fungerande motmedel mot baksmälla. Vid en slavmarknad i berättelsen parafraseras bildmässigt ett antal klassiska skulpturer.

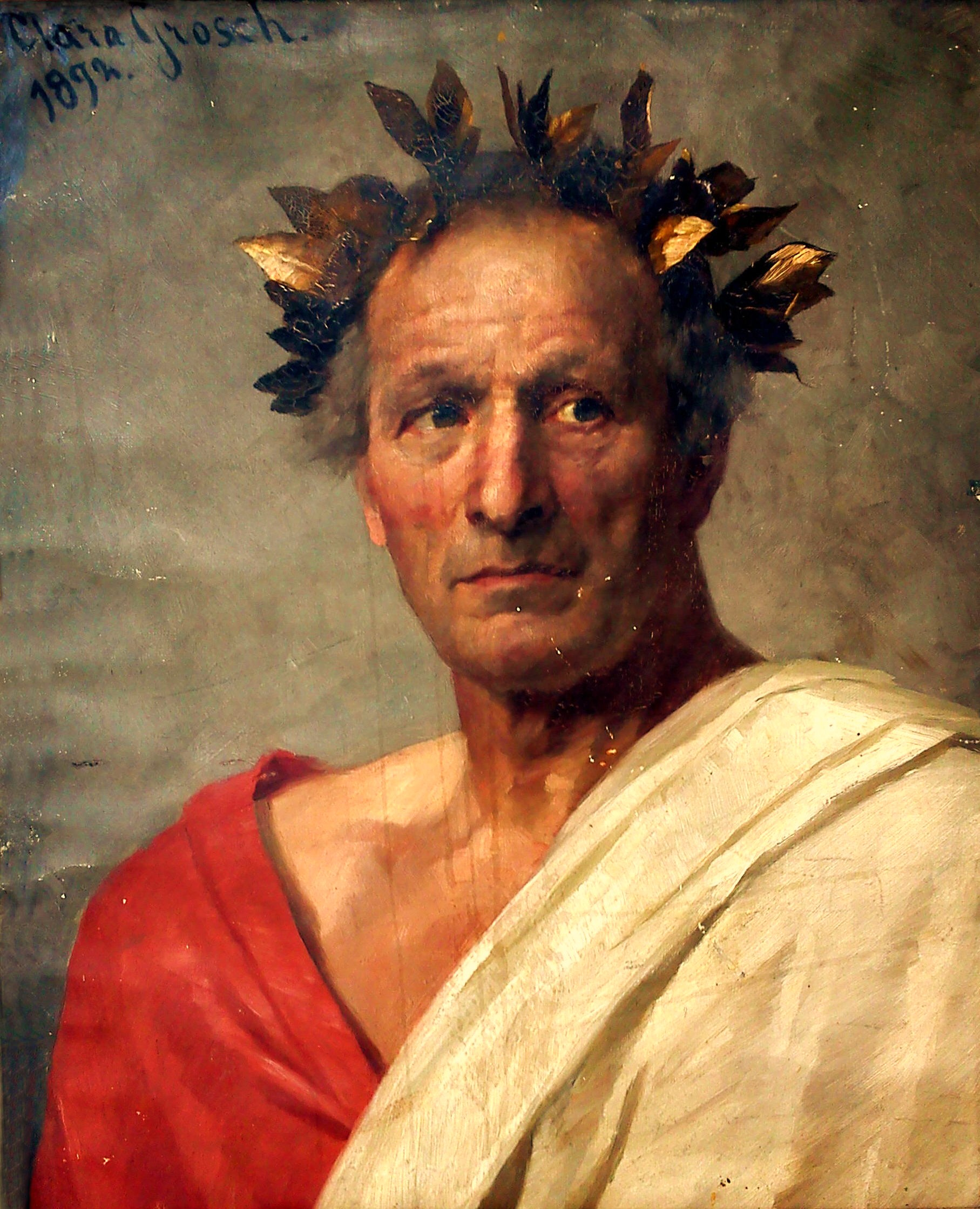
Efter ett vad där Julius Caesars lagerkrans är inblandad hamnar våra båda galler i Rom.

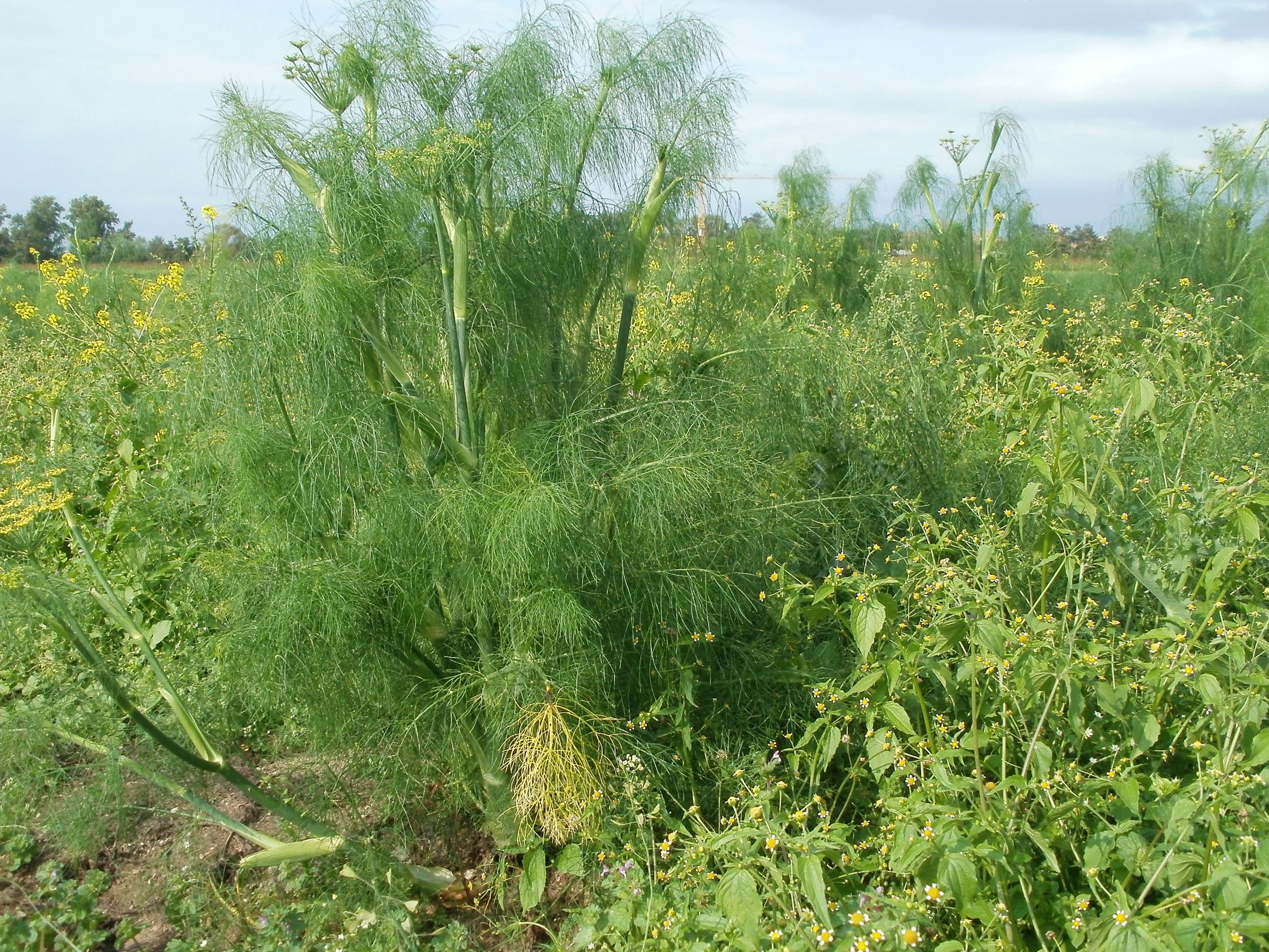
Man kan också tillverka en huvudkrans av fänkålskvistar.

## Handling

### Inledning
Berättelsen börjar i Rom, världens mest vidunderliga stad.
Asterix och Obelix dyker upp runt ett gathörn. Egentligen skulle de inte befinna sig i Rom, men serieskaparna backar i tiden några dagar till Lutetia, världens mest vidunderliga stad. Här får vi en förklaring till varför våra hjältar rest till Rom. Bonemine, Majestix, Asterix och Obelix (Idefix medverkar inte i detta äventyr) är på shoppingtur, och de skall också hälsa på Homeopatix, Bonemines storebror, och hans fru Galantina. Homeopatix är välbeställd och har antagit den romerska levnadstilen, vilket naturligtvis inte faller Majestix i smaken. Majestix och Obelix dricker alldeles för mycket vin, och snart blir man oense med Homeopatix om den galliska maten. Homeopatix kommer aldrig ihåg Majestix namn utan kallar honom hela tiden "Vad-du-nu-heter". Snart blir Majestix ganska så berusad och förklarar att han hemma i byn skall bjuda Homeopatix på en ragu, kryddad med lager… från Julius Caesars lagerkrans. Våra vänner skickas av Majestix till Rom.

### Förvecklingar i Rom
Som vanligt innehåller historien en hel del förvecklingar, för att komma in i Caesars palats säljer de sig själva som slavar, men hamnar istället hos en annan familj. De blir förrådda av familjens slavfördelningschef, Semper Fidelis, som berättar för Caesars palatsvakter att Asterix och Obelix är ute för att mörda Caesar. De hamnar i palatsets fängelse. Därifrån bryter de sig ut, och letar igenom palatset nattetid efter lagerkransen. Men de hittar ingen lagerkrans, eftersom Caesar inte är hemma utan är på fälttåg.
De blir sedermera gripna och blir ställda inför en rättegång där de håller på att bli frikända, men Asterix håller ett tal och förklarar att de synnerligen är skyldiga och skall slåss med vilddjuren på cirkus. Detta eftersom de då kan komma åt lagerkransen, då de beräknar att Caesar är närvarande på cirkus. När de skall ut på arenan får de av en tillfällighet reda på att Julius Caesar inte är där, varför de ställer till med kalabalik och rymmer.
Under natten träffar de på ett rövarband, som de blir medlemmar i. De får genom en slump reda på att Julius Caesar just kommit hem efter ett fälttåg mot sjörövarna (som nästan alltid dyker upp i Asterix äventyr). De får också reda på att Semper Fidelis har blivit belönad med att bära lagerkransen, eftersom han förrådde Asterix och Obelix. De letar upp Semper Fidelis och övertalar honom att byta ut lagerkransen, men får inte tag i några lagerblad, utan flätar en krans av fänkål istället. Caesar åker in genom Rom i ett triumftåg på en förgylld vagn, bakom de kedjade sjörövarna. Semper Fidelis håller fänkålskransen över Caesars huvud, och Caesar tycker att det är konstigt att han känner sig sugen på grillad fisk…

### Avslutning
Äventyret avslutas på sedvanligt sätt, med en fest i byn, och denna gång bjuds det på en ragu där kryddad med högst speciella lagerblad. Troubadix sitter som vanligt bunden men får strax sällskap av Homeopatix. Sista repliken får Troubadix som frågar Homeopatix: Sjunger du också?

## Stil och teman
Albumhistorien ingår i den löpande krönikan om Asterix och de andra uppstudsiga byborna i den galliska byn. I detta album ingår en resa, vilket är/var standard för vartannat album. Sålunda utspelas både Gudarnas hemvist och Asterix och spåmannen i eller kring byn.
Berättelsen är en av de Asterixhistorier där man besöker Rom. Detta gör man även i Asterix som gladiator. Caesar lagerkrans är annorlunda i det att gallerna utan framgång försöker leta upp Julius Caesar, en gammal bekant från många tidigare konfrontationer. Caesar har den hårda vägen kommit att förstå att den här byn är svårare att kuva än i princip allt annat han stött på under sina fälttåg.
Den här historien handlar dock inte om att försvara byn mot romare utan att avgöra ett vad. De två utsända gallerna ska inte heller avgöra vadet genom rå styrka och trolldryck utan genom finurlighet. De får inte heller träffa Caesar själv någon gång, utan berättelsen utspelas på olika ställen i Rom med eller utan koppling till Caesar. Den romerske ledaren är i albumet en nästan osynlig huvudperson (han syns på två bilder i slutet).

### Kulturella referenser
René Goscinny fortsatte i det här albumet sin vana att här och var lägga in kulturella referenser. Särskilt tätt är det av den varan på den ovan nämnda slavmarknaden, där en av de "utställda" slavarna i ståndet (Tifus) gör sitt bästa för att posera som olika klassiska skulpturer. Dessa är i tur och ordning:

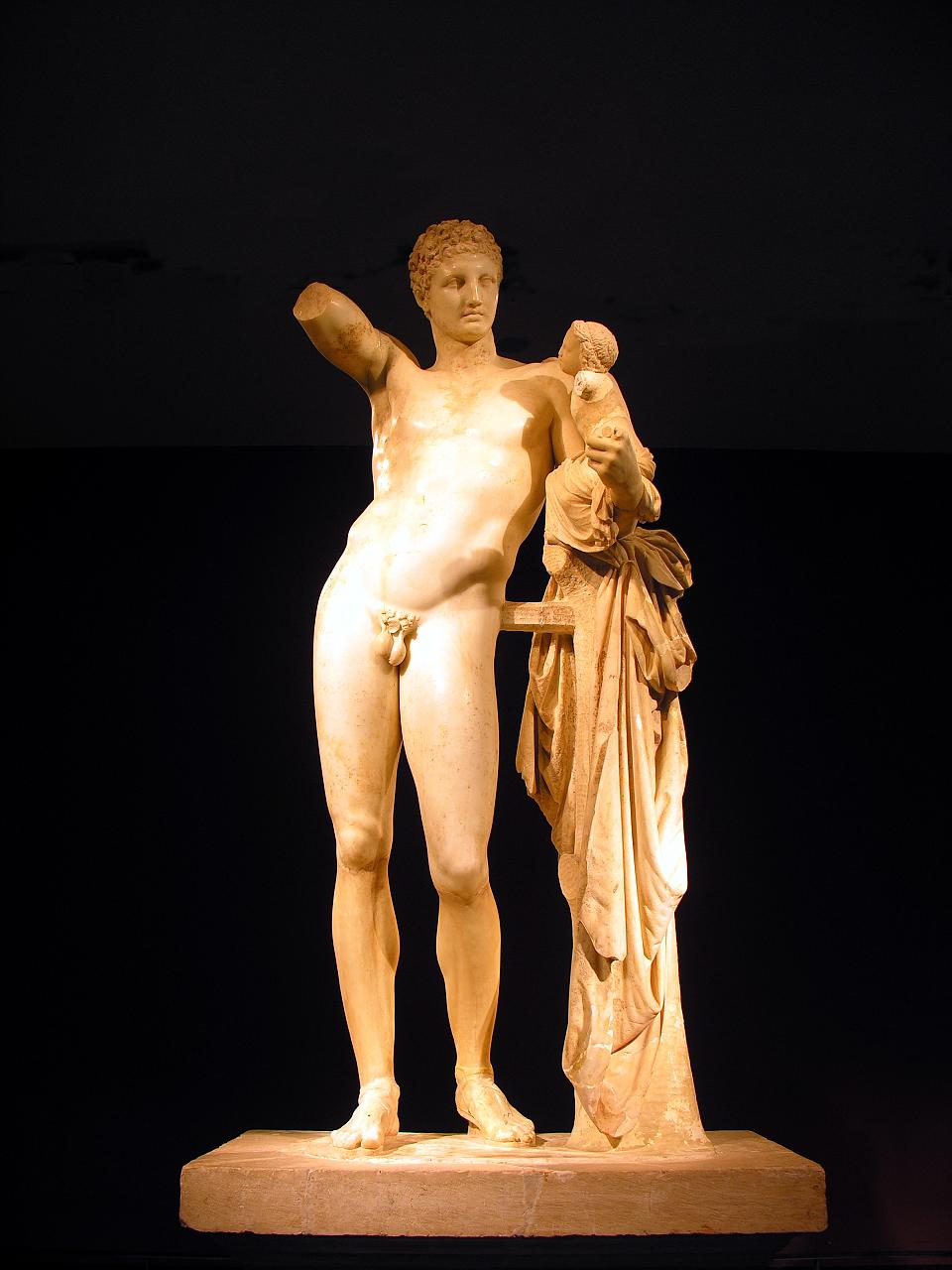
Hermes av Praxiteles.
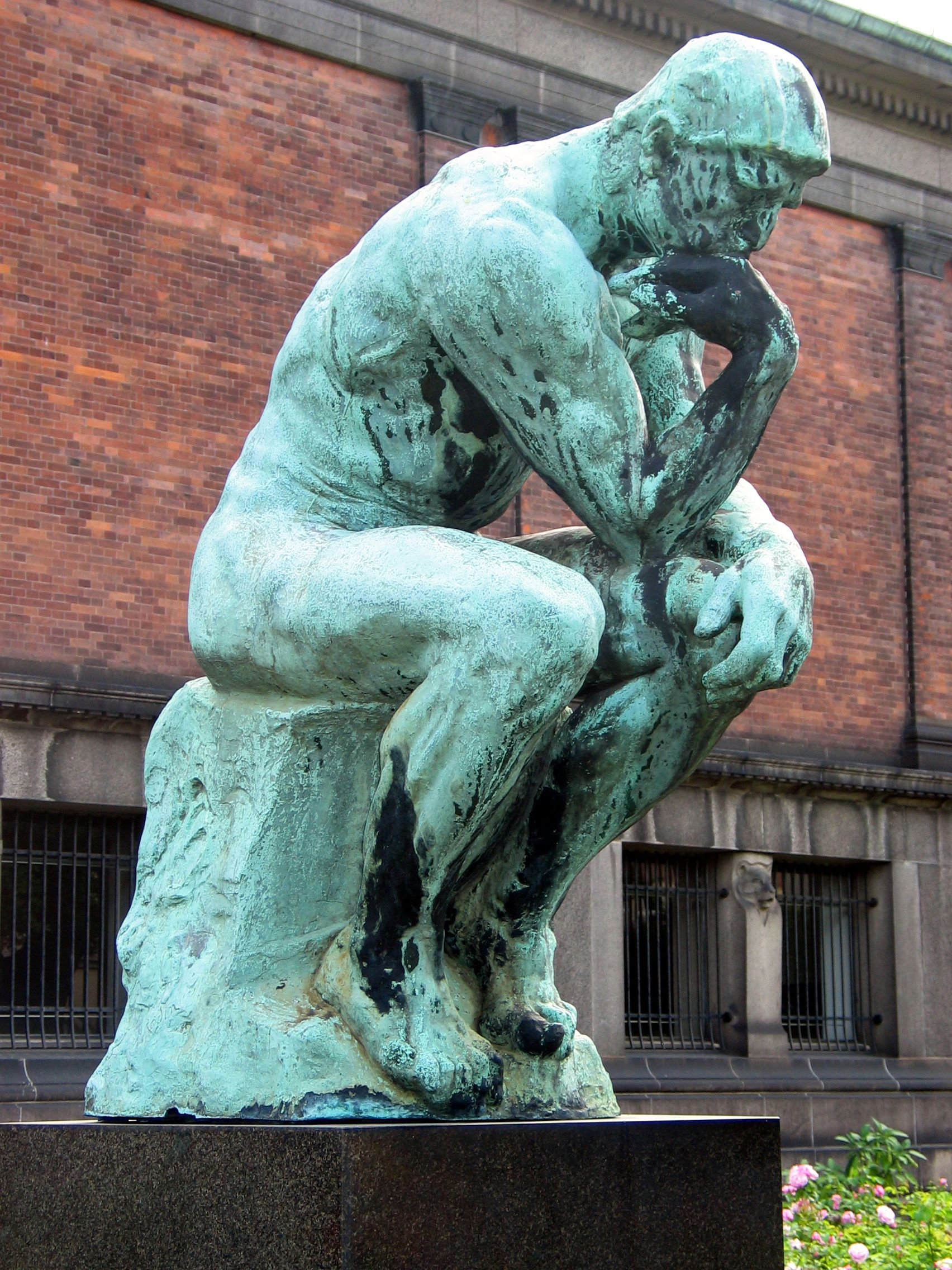
Tänkaren av Auguste Rodin.
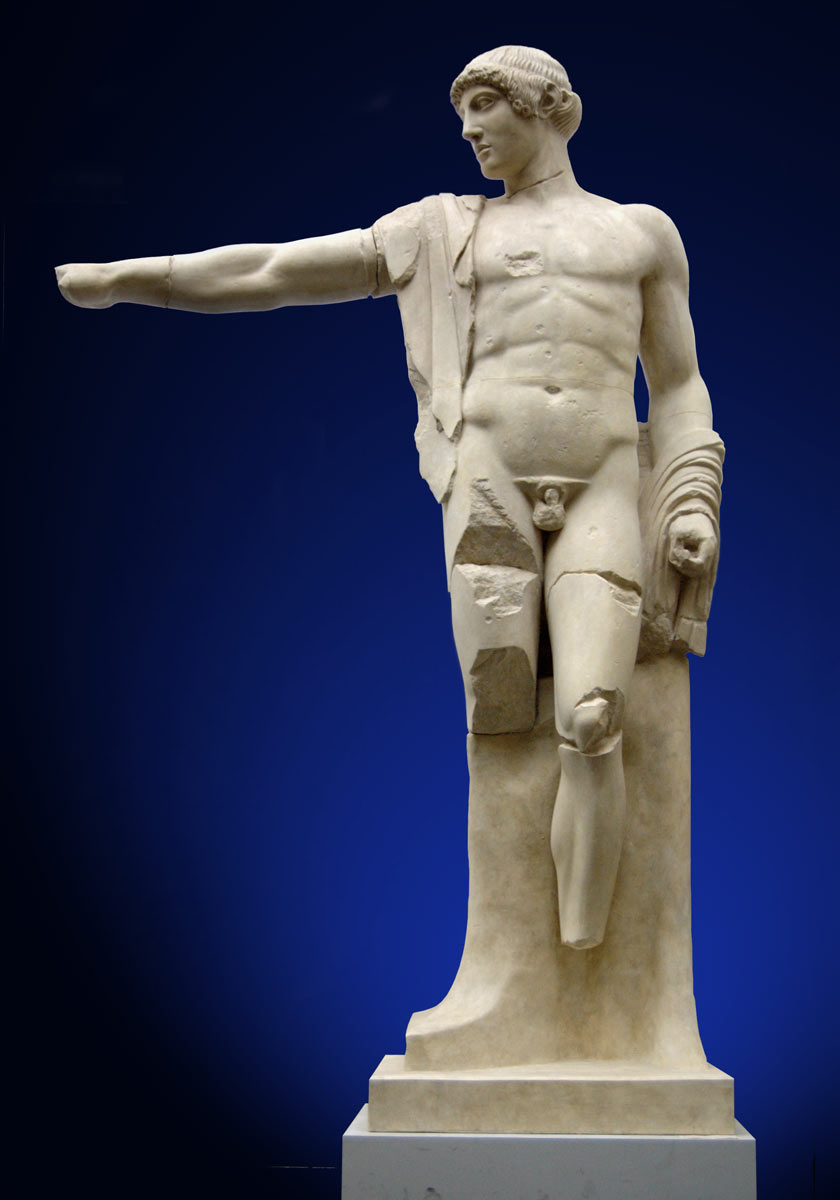
Apollon i Zeustemplet i Olympia.
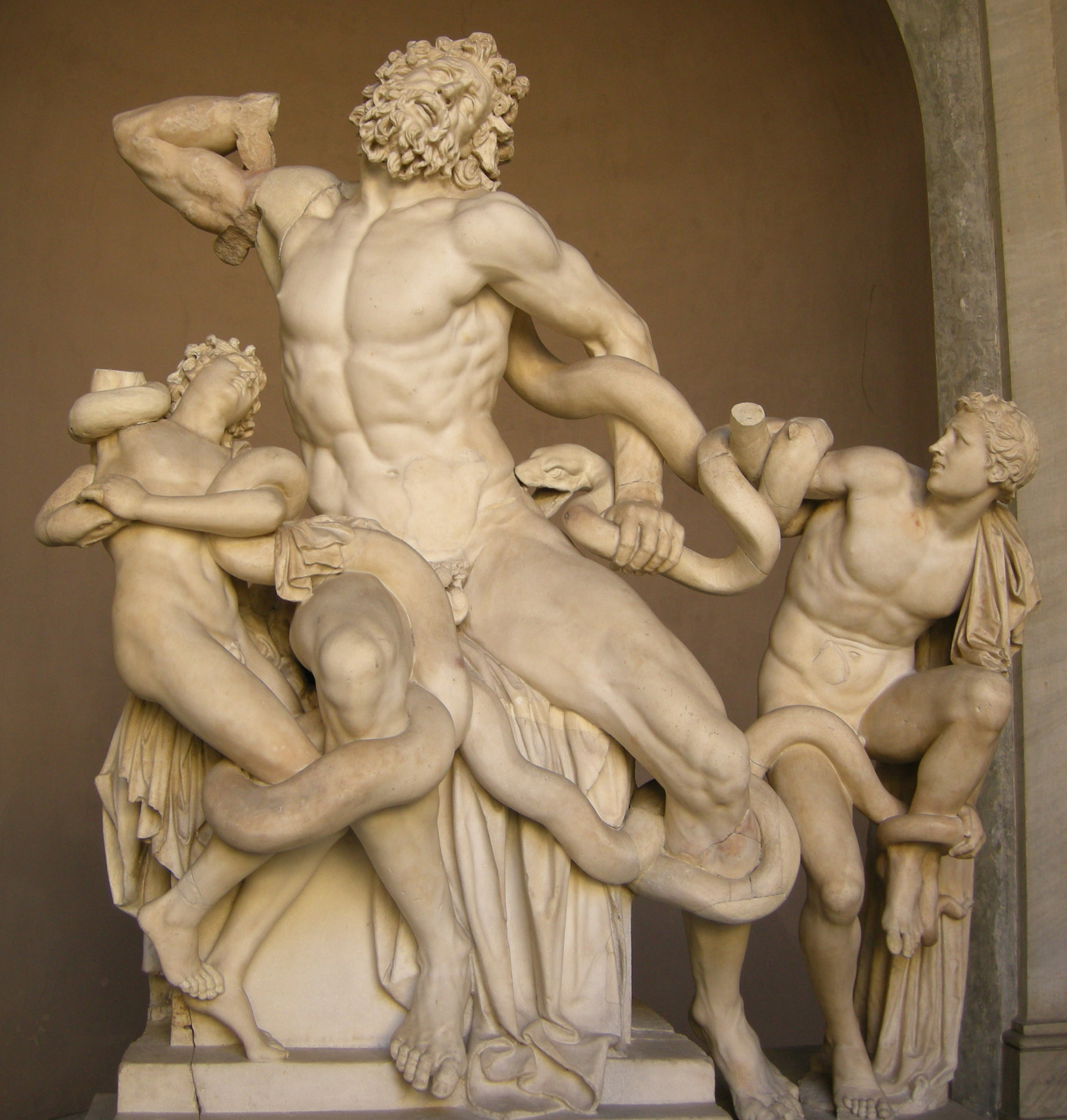
Laokoongruppen.
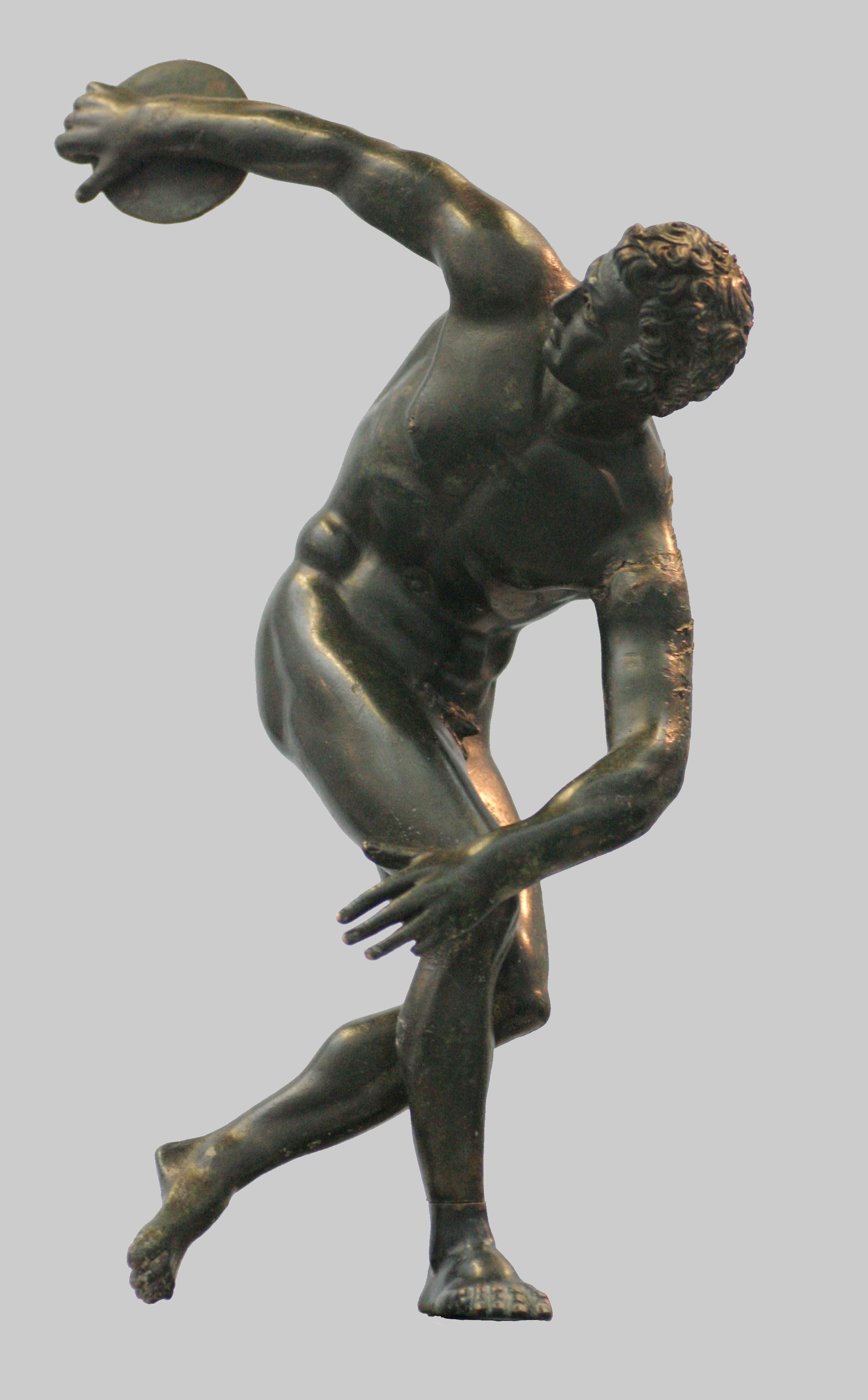
Diskuskastaren av Myron.

Två av de ursprungliga statyerna är idag bevarade i delvis stympat skick (torso). I ett av fallen (Apollon) har serieskaparna löst problematiken genom att täcka en utstickande arm med en pratbubbla. I det andra fallet lät de Tifus anlägga en spotskt pekande gest mot det "skadade gods" som anlänt (det vill säga de två gallerna, ansedda som ovärdiga lantisar i den fina skyltningen).

### Mirakelrecept
Utan att veta om det uppfinner Asterix och Obelix i albumet det (enligt serien) perfekta – om än något smakstarka – receptet mot baksmälla. I Asterix mun lyder det:
| ”                        | Koka upp en oplockad höna, tvål från Massilia, sylt, peppar, salt, njure, fikon, honung, blodkorv, granatäpplekärnor, ägg och spansk peppar! | „ |
| – Goscinny/Uderzo/Emond, | |   |

I serien framställs dekokten som på en gång högst upplivande och effektiv. Tillredningen kan både jämföras med Miraculix tillverkning av trolldryck, där olika ingredienser anges i olika album men där mistel är oundgängligt, och fiktiva häxors olika magiska recept med ofta oangenäma eller annorlunda inslag.

## Svenska utgåvor
- Goscinny, René; Uderzo Albert, Emond Ingrid 1925- (1976). Caesars lagerkrans. Asterix-album ; 18. Malmö: Hemmets journal. Libris 7632813. ISBN 91-7300-094-9
- Goscinny, René; Uderzo Albert, Emond Ingrid 1925- (1985). Asterix - Caesars lagerkrans. Asterix-album ; 18 (Ny utg.). Malmö: Hemmets journal. Libris 7657222. ISBN 91-7674-180-X
- Goscinny, René; Uderzo Albert, Emond Ingrid 1925- (1986). Asterix. [5], Asterix - Gudarnas hemvist ; Asterix - Caesars lagerkrans ; Asterix och spåmannen ; Asterix på Korsika. Malmö: Richter. Libris 537380. ISBN 91-7706-313-9
- Goscinny, René; Uderzo Albert, Emond Ingrid (2001). Caesars lagerkrans. Asterix ; 18 (Ny utg.). Malmö: Egmont serieförl. Libris 8424618. ISBN 91-7269-230-8
- Goscinny, René; Uderzo Albert, Berner Horst, Emond Ingrid (2002). Asterix i Alperna ; Gudarnas hemvist ; Caesars lagerkrans. Asterix - den kompletta samlingen ; 6. Malmö: Egmont serieförl. Libris 8604152. ISBN 91-7269-280-4